# Ili-pada
Ilipada (Ilī-padâ) was rond 1203 v.Chr. - 1180 v.Chr. grootvizier ( sukallu rabû) van Assyrië en koning van Assyrisch Hanigalbat. 
In zijn tijd schijnt het zwaartepunt (hoofdstad) van het (vazal)koninkrijk van Dur-Katlimmu naar Tell Sabi Abyad verplaatst te zijn. Onder zijn bewind beleefde Hanigalbat en Tell Sabi Abyad zijn hoogtepunt. Hij had een grote mate van autonomie ten opzichte van het Assyrische hof. Zo onderhandelde hij zelfstandig een verdrag met de Suteeërs die een aanzienlijk deel van de plaatselijke bevolking uitmaakten maar geen deel van de Assyrische staat uitmaakten.
Zijn vorstendom was rijk en bezat goede landbouwgronden. Ilipada beschikte over aanzienlijke mankracht; er is een document dat vermeldt dat hij honderd Assyrische ilku had die stukken land van hem ontvingen en daarna een soort corvee-verplichtingen aan hem hadden. Hij beschikte ook over meesterbouwers die uit Elam naar het naburige Harbe (Tell Chuera) gedeporteerd waren Er wordt bericht dat er paarden ingevoerd werden en strijdwagens vervaardigd. Dit zal zijn militaire kracht onderbouwd hebben en dit was geen luxe omdat zijn vorstendom in het westen grensde aan Karkemish dat een Hettitisch vazalvorstendom was.
Het Hettitische Rijk verdween echter in deze dagen van de brandcatastrofe en Hanigalbat lag aan het front van deze ontwikkelingen. Een zegelafdruk gevonden in Tell Sabi Abyad getuigt van het militaire karakter van het vorstendom. Er wordt een ruiter te paard getoond voor een poort geflankeerd door twee torens. De ruiter draagt een staf die zijn gezag weerspiegelt. Mogelijk was dit een afdruk van Ilipadas eigen zegel.
Er is een document gedateerd naar het bewind van Assur-nirari III dat verhaalt over een schuld die de autoriteiten van naburig Harran hadden aan de sukallu rabû omdat hij de koning van Karkemish te hulp gekomen was. Ook dit getuigt ervan dat Ilipada vaak op eigen houtje buitenlandse betrekkingen onderhield. Er is ook een tamelijk beroemde brief van de Babylonische koning Adad-shuma-usur waarin hij zowel Assur-nirari III als Ilipada als koning aanspreekt. Dit wordt vaak gezien als een moedwillige belediging van de 'echte' koning, hoewel Ilipada wel degelijk de titel koning mocht voeren en hij duidelijk ook aan het Assyrische hof groot aanzien genoot. En dat gold ook voor zijn familie. Een van zijn zoons, Mardukia, was bijvoorbeeld gouverneur van Katmuhhu en deze stad was van groot belang voor de levering van graan naar de hoofdstad. Een andere zoon Ninurta-apil-ekur zou later zelfs de Assyrische troon voor zich opeisen. Of dit Ilipadas opzet was, is niet duidelijk, maar het laat wel zien dat de Midden-Assyrische staat geen monolithisch imperium genoemd kan worden.